# Степанівка (Гайсинський район)
Степа́нівка — село в Україні, у Теплицькій селищній громаді Гайсинського району Вінницької області. Населення — 988 осіб.

## Географія
Село розташоване за 123 км від обласного центру та за 29 км від районного центру. Найближча залізнична станція Кублич (за 3 км).

## Історія
Село засноване 1750 року.
12 червня 2020 року, відповідно розпорядження Кабінету Міністрів України № 707-р «Про визначення адміністративних центрів та затвердження територій територіальних громад Вінницької області», село увійшло до складу Теплицької селищної громади.
19 липня 2020 року, в результаті адміністративно-територіальної реформи і ліквідації Теплицького району, село увійшло до складу Гайсинського району.

## Освіта та культура
У селі діє Степанівська сільська бібліотека. Перші записи в інвентарній книзі датуються 1949 роком, а раніше лише відомо, що вона була знищена під час Другої світової війни.

## Особистості
- Дубенков Геннадій Олексійович (1950) — український радянський діяч, 1-й секретар Козятинського райкому КПУ Вінницької області, член ревізійної комісії КПУ (1986—1990), народний депутат України 1-го скликання.
- Сенчик Олег Романович (1942—2015) — український письменник. Член НСПУ (1992).